# ديفيد روك
ديفيد روك (20 أبريل 1957 في المملكة المتحدة - )  (بالإنجليزية: David Rock)‏ هو لاعب كريكت بريطاني. لعب مع نادي مقاطعة هامبشاير للكريكت ‏.

## وصلات خارجية
- ديفيد روك على موقع إي آس بي آن كريك إنفو (الإنجليزية)